# Miniature (enluminure)
Pour les articles homonymes, voir Miniature.

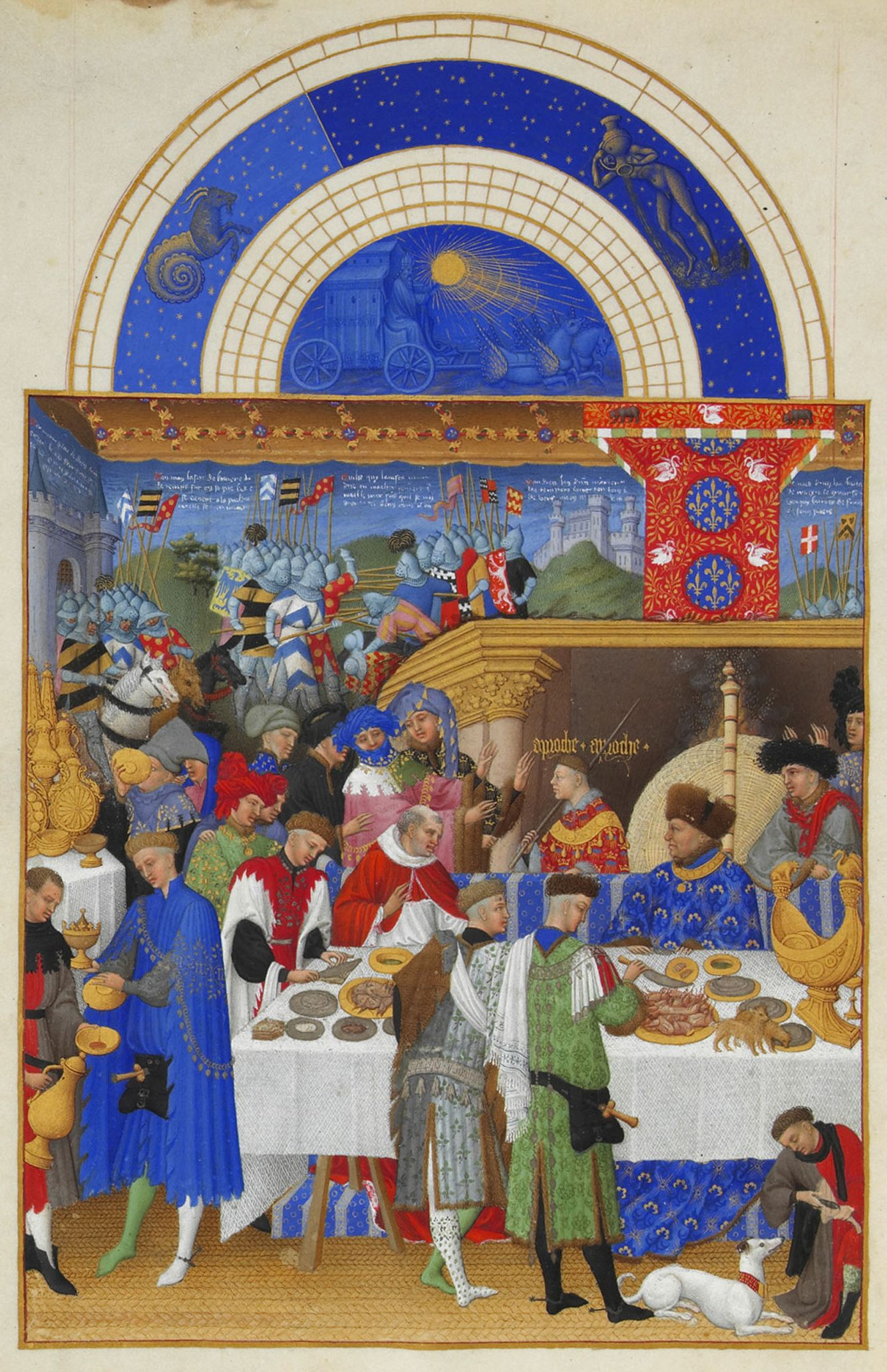
Frères de Limbourg, Les Très Riches Heures du duc de Berry, mois de janvier, musée Condé (Chantilly), ms.65, f.1v, vers 1411-1416.

Une miniature est une peinture figurée indépendante, non attachée à une initiale, servant à enluminer un livre, généralement manuscrit, et destinée à illustrer le texte,.

## Historique

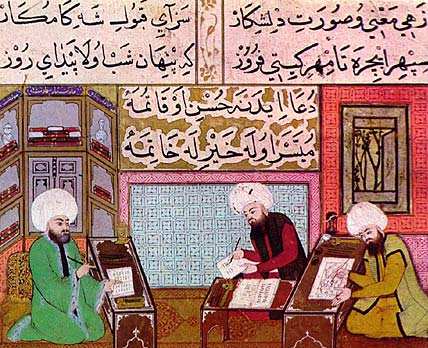
Miniaturistes ottomans, entre 1595 et 1603.

Le mot miniature vient du latin miniare qui signifie « écrire au minium ». Au Moyen Âge, le calligraphe qui utilisait cet oxyde était appelé en latin miniator. Lorsque cette pratique s'est développée avec l'emploi de l'or et de l'argent dans les pigments, cet art devient celui de l'enluminure ; le miniateur devient un enlumineur. Le minium est un oxyde de plomb servant de pigment rouge vermillon pour tracer les lettres sur les manuscrits enluminés. Par extension, la miniature a désigné l'image réalisée dans les livres avec minutie. Elle se distingue ainsi des lettrines, bas de page et autres décorations de marge.
Les premiers manuscrits enluminés sont des rouleaux de papyrus plus moins longs d’Égypte antique. Le Livre des morts datant d’environ 1275 av. J.-C. (aujourd'hui au British Museum) fait 24 mètres, tandis que le papyrus de Turin (1290 av. J.-C. – 1224 av. J.-C.), mesure environ 58 mètres.
Comme il reste peu de traces de l’ancienne décoration des papyrus de l’ère gréco-romaine, la reconstruction des origines de l’histoire de la décoration des textes écrits est toujours sujette à incertitude. On sait que les papyrus avaient la forme de rouleaux car ils devaient être déroulés peu à peu. Les illustrations n’étaient autres que de petites vignettes ou figures entrecoupant les colonnes de texte. Ces images soutenaient généralement les descriptions écrites ou la visualisation des épisodes racontés. En aucun cas, elles ne changeaient la pagination et la structure graphique du texte. On connaît certes quelques fragments de rouleaux de la période byzantine qui sembleraient des copies antiquisantes d’exemples classiques, où l’on observe une séquence d’illustrations accompagnées de brèves légendes. Dans ce dernier cas cependant, au lieu d’être intégrées au texte, les images le remplacent.
Selon les théories de Kurt Weitzmann, le changement structurel des manuscrits, qui s’est produit entre le Ier et le IIIe siècle avec le passage du rouleau de papyrus au codex de parchemin, conduirait à une organisation différente du texte sur les pages et aurait jeté les bases du développement de l’illustration des manuscrits.

### Articles annexes
- Miniature persane
- Miniature arménienne
- Enluminure
- Lettrine historiée
- École française de peinture